# Pori

Pori ou Björneborg (finlandês: Pori, PRONÚNCIA; sueco: Björneborg) é uma cidade e comuna da Finlândia, localizada na costa sudoeste do país, em redor da foz do rio Kumo (sueco Kumo älv), junto ao Mar Báltico.
É conhecida pela sua vida cultural e pela sua atividade industrial.

A populacão da comuna é 83 305  habitantes (2024).
É a capital da região da Satakunta  (finlandês: Satakunta , sueco: Satakunta ), no interior do sudoeste da Finlândia.
É uma cidade de expressão maioritariamente finlandesa, havendo uma minoria de 0,5% de falantes de sueca.

## História
Pori foi fundada pelo então duque Johan (hertig Johan) para substituir Ulvsby, a terceira cidade mais antiga da Finlândia, e para assegurar o controlo da Suécia sobre o Mar de Bótnia.
                    Após um breve período de prosperidade, a cidade caiu na insignificância devido às constantes guerras em que estava envolvida a Suécia.
                                             
No século XIX, quando a Finlândia era um grão-ducado russo (1809-1917), Pori passou a ser o contacto mais importante da Finlândia com o Ocidente.

Depois desse período, a cidade passou por um processo de revitalização baseado nos seus seus portos de exportação e na sua navegação comercial.

Hoje em dia, Pori é um importante porto de exportação de produtos florestais e de metais, além de um importante centro industrial.

## Economia
A economia de Björneborg está dominada pelas indústrias metalúrgicas e florestais, assim como pela sua atividade portuária.

## Cultura
Desde 1966, é realizado anualmente na cidade o festival de jazz Pori Jazz Festival, de grande renome internacional.

## Desporto
A cidade é sede do clube de hóquei no gelo Ässät.

## Cidades-irmãs
Pori possui as seguintes cidades-irmãs:
- Sundsvall, Suécia, desde 1940;
- Sønderborg, Dinamarca, desde 1952;
- Porsgrunn, Noruega, desde 1956;
- Riga, Letônia, desde 1964;
- Bremerhaven, Alemanha, desde 1967;
- Stralsund, Alemanha, desde 1968;
- Eger, Hungria, desde 1973;
- Kołobrzeg, Polônia, desde 1977;
- Mâcon, França, desde 1990.